# Diclinanona calycina
Diclinanona calycina är en kirimojaväxtart som först beskrevs av Friedrich Ludwig Diels, och fick sitt nu gällande namn av Robert Elias Fries. Diclinanona calycina ingår i släktet Diclinanona och familjen kirimojaväxter. Inga underarter finns listade i Catalogue of Life.